# Stockholm Open 2007 - Qualificazioni singolare
Le qualificazioni del singolare  dello  Stockholm Open 2007 sono state un torneo di tennis preliminare per accedere alla fase finale della manifestazione. I vincitori dell'ultimo turno sono entrati di diritto nel tabellone principale. In caso di ritiro di uno o più giocatori aventi diritto a questi sono subentrati i lucky loser, ossia i giocatori che hanno perso nell'ultimo turno ma che avevano una classifica più alta rispetto agli altri partecipanti che avevano comunque perso nel turno finale.
Le qualificazioni del torneo Stockholm Open  2007 prevedevano 16 partecipanti di cui 4 sono entrati nel tabellone principale.

## Teste di serie
1. Kristian Pless (primo turno)
2. Maks Mirny (ultimo turno)
3. Denis Gremelmayr (Qualificato)
4. Peter Wessels (Qualificato)

1. Bjorn Rehnquist (primo turno)
2. Rohan Bopanna (ultimo turno)
3. Tobias Kamke (Qualificato)
4. Filip Prpic (Qualificato)

## Qualificati
1. Filip Prpic
2. Tobias Kamke

1. Denis Gremelmayr
2. Peter Wessels

## Tabellone

### Legenda
| - Q = Qualificato - WC = Wild card - LL = Lucky loser | - ALT = Alternate - SE = Special Exempt - PR = Protected Ranking | - w/o = Walkover - r = Ritirato - d = Squalificato |

### Sezione 1
|  | Primo turno | Primo turno     | Primo turno     | Primo turno | Primo turno |  |  | Ultimo turno | Ultimo turno    | Ultimo turno    | Ultimo turno | Ultimo turno |  |
|  |             |                 |                 |             |             |  |  |              |                 |                 |              |              |  |
|  |             | Kenneth Carlsen | 6               | 5           | 6           |  |  |              |                 |                 |              |              |  |
|  | 1           | Kristian Pless  | 3               | 7           | 4           |  |  |              | Kenneth Carlsen | Kenneth Carlsen | 3            | 2            |  |
|  | 8           | Filip Prpic     | Filip Prpic     | 7           | 6           |  |  | 8            | Filip Prpic     | Filip Prpic     | 6            | 6            |  |
|  |             | Martin Pedersen | Martin Pedersen | 5           | 1           |  |  |              |                 |                 |              |              |  |

### Sezione 2
|  | Primo turno | Primo turno     | Primo turno     | Primo turno | Primo turno |  |  | Ultimo turno | Ultimo turno | Ultimo turno | Ultimo turno | Ultimo turno |  |
|  |             |                 |                 |             |             |  |  |              |              |              |              |              |  |
|  | 2           | Maks Mirny      | Maks Mirny      | 7           | 6           |  |  |              |              |              |              |              |  |
|  |             | Johan Brunström | Johan Brunström | 5           | 3           |  |  | 2            | Maks Mirny   | Maks Mirny   | 4            | 3            |  |
|  | 7           | Tobias Kamke    | Tobias Kamke    | 6           | 7           |  |  | 7            | Tobias Kamke | Tobias Kamke | 6            | 6            |  |
|  |             | Milos Sekulic   | Milos Sekulic   | 3           | 5           |  |  |              |              |              |              |              |  |

### Sezione 3
|  | Primo turno | Primo turno       | Primo turno      | Primo turno | Primo turno |  |  | Ultimo turno | Ultimo turno     | Ultimo turno     | Ultimo turno | Ultimo turno |  |
|  |             |                   |                  |             |             |  |  |              |                  |                  |              |              |  |
|  | 3           | Denis Gremelmayr  | Denis Gremelmayr | 6           | 6           |  |  |              |                  |                  |              |              |  |
|  |             | Tobias Clemens    | Tobias Clemens   | 2           | 4           |  |  | 3            | Denis Gremelmayr | Denis Gremelmayr | 6            | 6            |  |
|  |             | Bjorn Rehnquist   | 7                | 0           | 6           |  |  |              | Bjorn Rehnquist  | Bjorn Rehnquist  | 2            | 2            |  |
|  | 5           | Michał Przysiężny | 5                | 6           | 3           |  |  |              |                  |                  |              |              |  |

### Sezione 4
|  | Primo turno | Primo turno   | Primo turno   | Primo turno | Primo turno |  |  | Ultimo turno | Ultimo turno  | Ultimo turno  | Ultimo turno | Ultimo turno |  |
|  |             |               |               |             |             |  |  |              |               |               |              |              |  |
|  | 4           | Peter Wessels | Peter Wessels | 6           | 6           |  |  |              |               |               |              |              |  |
|  |             | Robin Brage   | Robin Brage   | 4           | 2           |  |  | 4            | Peter Wessels | Peter Wessels | 7            | 6            |  |
|  | 6           | Rohan Bopanna | Rohan Bopanna | 6           | 6           |  |  | 6            | Rohan Bopanna | Rohan Bopanna | 5            | 2            |  |
|  |             | George Bastl  | George Bastl  | 0           | 4           |  |  |              |               |               |              |              |  |